# Szczytniki (Wrocław)

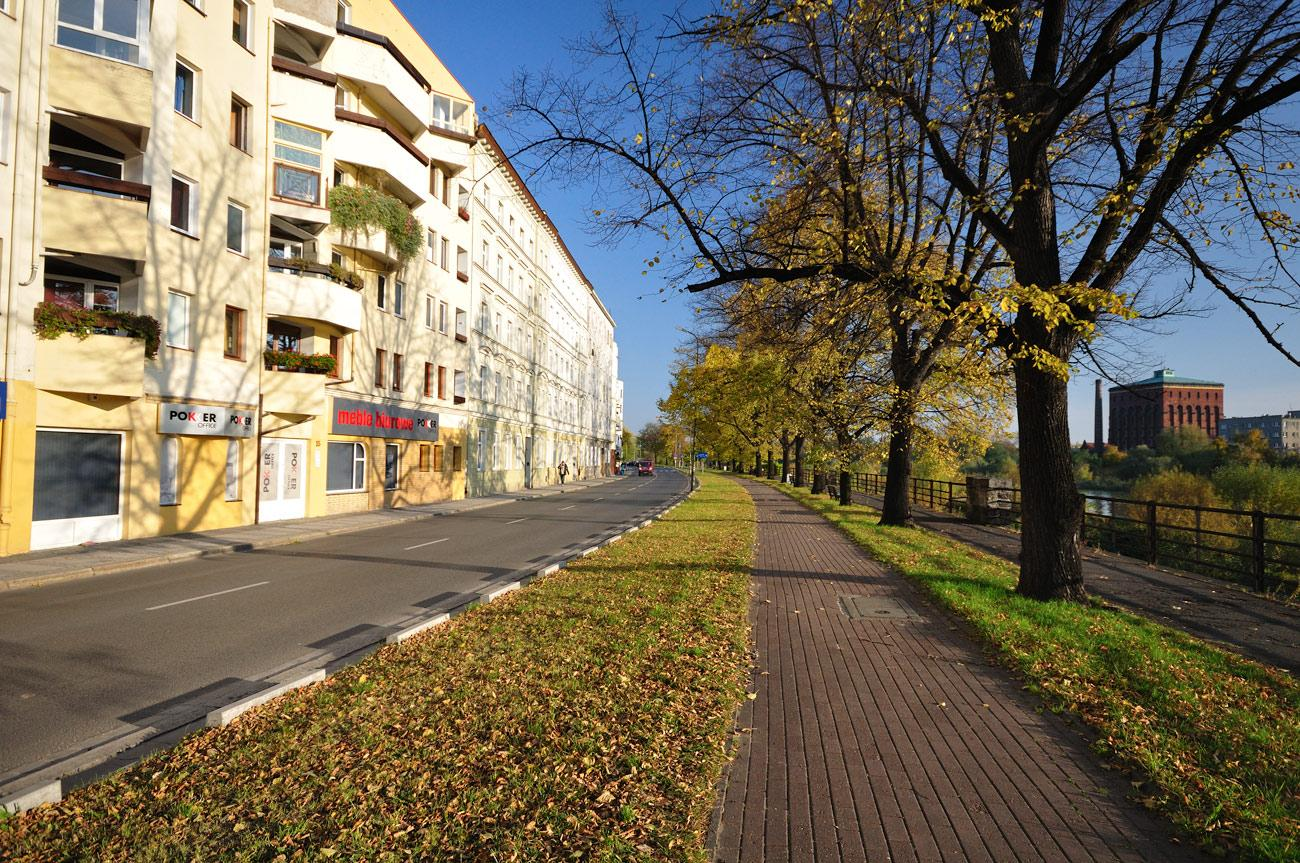
Wybrzeże Stanisława Wyspiańskiego (2010)

Szczytniki – część (zwyczajowo nazywana osiedlem) Wrocławia, na osiedlu Zacisze-Zalesie-Szczytniki, w byłej dzielnicy Śródmieście. W granicach miasta od XIX wieku.

## Nazwa
Nazwa miejscowości pochodzi od staropolskiego słowa oznaczającego tarczę - szczyt. Od tego słowa "von szczyt - der Schild (Wehr), szczytnik - Schildermacher" wywodził ją śląski pisarz Konstanty Damrot w książce o nazewnictwie miejscowym na Śląsku wydanej w 1896 roku w Bytomiu. Nazwa wskazuje, że osada była wsią służebną, której mieszkańcy zajmowali się szczytnictwem - wytwarzaniem tarcz o charakterystycznych "szczytach" dla drużyny książęcej. Damrot wymienia nazwę w obecnie obowiązującej polskiej formie Szczytniki oraz zgermanizowaną Scheitnig. W swojej książce notuje również zapis nazwy z łacińskiego dokumentu z roku 1254 Scithniki.
Pierwsza wzmianka pochodzi z 1204, kiedy książę Henryk I Brodaty ofiarował klasztorowi św. Wincentego na Ołbinie jeden źreb we wsi Stitnic.

## Historia
Oprócz wytwórców broni wieś zamieszkiwali również rybacy i rolnicy zaopatrujący Wrocław w ryby, płody rolne, warzywa i owoce. W 1318 zakonnicy sprzedali wieś radzie miejskiej Wrocławia. Była to najstarsza posiadłość miasta, niegranicząca bezpośrednio z jego murami. Znajdowała się na lewym brzegu Odry, w północnej części obecnej ulicy Parkowej.
W XVI w. przeprowadzono roboty regulacyjne i wieś znalazła się na prawym brzegu. Zajmowała spory obszar, z którego wyodrębniły się wówczas wsie: Dąbie, Nowe Szczytniki (1660, wówczas też powstaje określenie: Stare Szczytniki) i Rakowiec (1677).
Ludność Nowych Szczytnik (obszar obecnego Wybrzeża S. Wyspiańskiego) obsługuje przeprawę na Odrze, do Rakowca. W XVIII przekształcają się w osiedle rezydencjonalne. W 1808 Nowe Szczytniki zostają włączone do granic miasta.
Stare Szczytniki w XVIII w również zmieniają się z zamieszkanej przez ludność polską podmiejskiej wsi w osiedle rezydencjonalne. Stają się terenem wycieczkowym. W 1783 Friedrich Ludwig zu Hohenlohe-Ingelfingen komendant garnizonu wrocławskiego wykupił go i założył tu jeden z pierwszych parków na kontynencie europejskim urządzonych w stylu angielskim - późniejszy Park Szczytnicki (Scheitniger Park). W 1868 Stare Szczytniki zostają włączone do granic miasta.